# Bloms hus

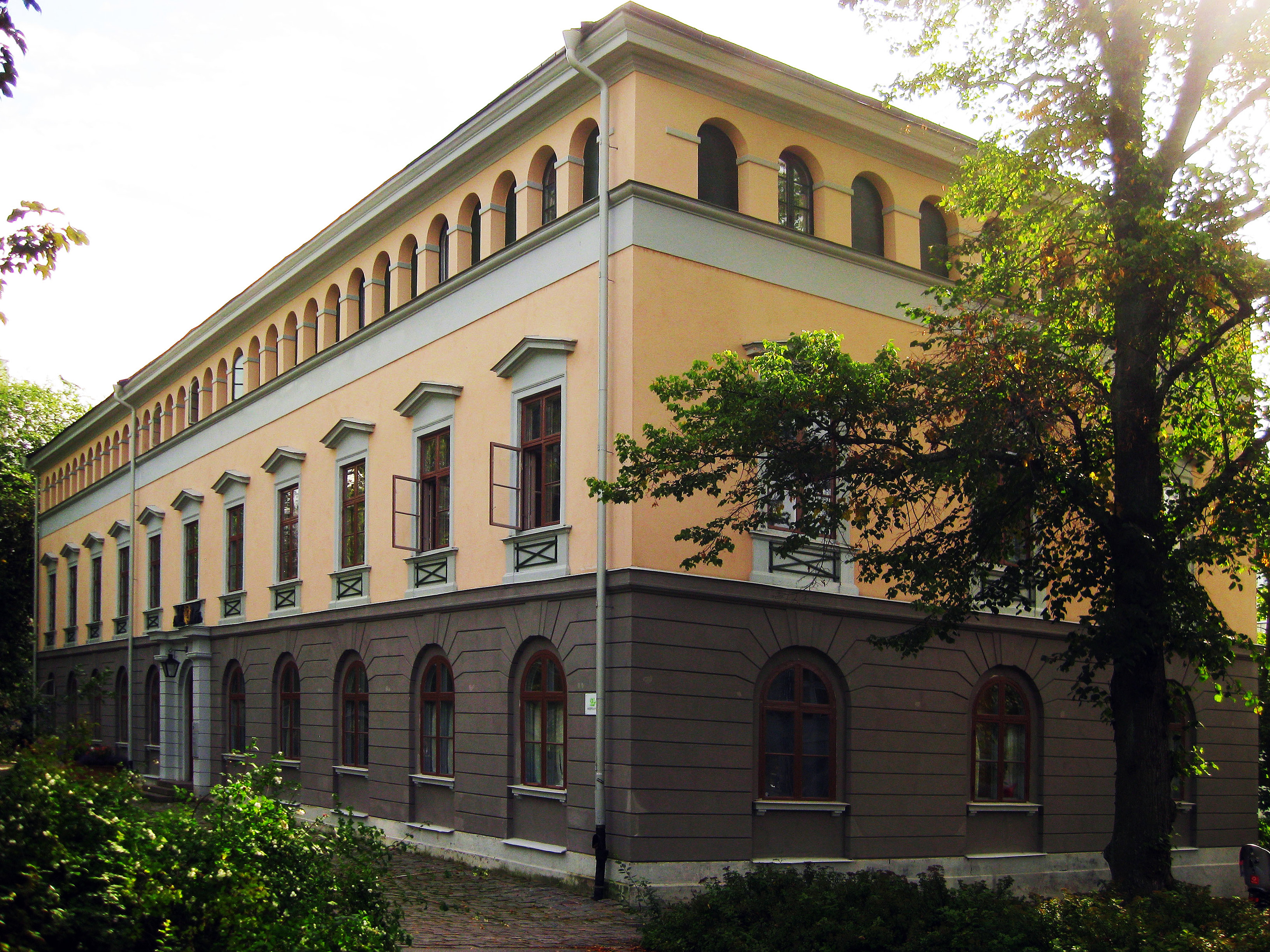
Experimentalfältet (Fredrik Bloms hus)

Bloms hus är en byggnad på Stockholms universitetsområde i Frescati, uppförd 1837-1838. Byggnaden är uppkallad efter dess arkitekt Fredrik Blom (1781-1853), en av landets främsta arkitekter under 1800-talets första hälft.
Den tre våningar höga byggnaden i empirestil  fungerade som Lantbruksakademiens huvudbyggnad, och hade från början flera olika funktioner. 

Bakgrund och funktion
Uppförandet av lantbruksakademiens experimentalfälts huvudbyggnad påbörjades år 1816. I brist på ekonomiska medel sköts färdigställandet fram och det dröjde till 1838 innan byggnaden stod klar. Husets tre våningar uppfördes för olika ändamål. Bottenvåningen bestod av ett galleri där samlingar av återbruks- och hushållsredskap uppvisades. Våningen innefattade även en bostadslägenhet för experimentalfältets inspektor. Byggnadens andra våning var tänkt att fungera som högtidssal samt uppvisande av akademiens modellsamling. Den stora öppna takvåningen inreddes för torkning av frön.

Byggnadsmaterial och utseende
Bottenvåningen är rusticerad, d.v.s. putsen är formad som stenblock.  
Ovanvåningen är i ljusröd slät puts och fönstren har artikulerade gråmålade omfattningar i både trä och sten. Fasadmuren kröns av en gråmålad fris, s.k. grisaille, som ursprungligen var dekorerad med emblem av jordbruksredskap. Vindsvåningen markeras av en s.k. attikavåning med djupa bågformade nischer med fönster i var tredje öppning. Taket är lågt och valmat. Mitt på norra långsidan, husets huvudfasad, finns en portik krönt av konungens skulpterade och förgyllda monogram och flankerat av skulpterade svartmålade gripar.
Vid uppförandet blev emellertid byggnaden murad på konventionellt sätt. Den sällsynta takstolen är gjord av träbågar.

Utbyggnad
1926-1927 förlängdes huset med fyra fönsteraxlar efter Gustav Holmdahls ritningar. Tillbyggnaden uppfördes utan att kompromissa med Bloms formspråk, och för att bibehålla symmetrin flyttades huvudentrén till fasadens nya mittpunkt.
1975 gjordes en hänsynsfull renovering under ledning av arkitekterna Ove Hidemark och G Månsson. Idag är huset förvaltningsbyggnad för Stockholms universitet.